# 守著陽光守著你
- 關於2009年由明道和陳喬恩主演的同名中國大陸偶像劇，請見「守着陽光守着你 (2009年電視劇)」。
- 關於2019年同名翻拍的偶像劇，請見「守著陽光守著你 (2019年電視劇)」。

《守著陽光守著你》是台灣華視於1982年8月23日～10月1日期間，於每週一～週五晚間20：00播出的八點檔連續劇，全30集。由李立群、于珊、龍隆主演。

## 概要
本劇的主要製作人員，集結了1970年代後期台灣「三三集刊」的年輕作家朱天文、朱天心、謝材俊（後與朱天心結婚）、丁亞民等人。
劇中的大學場景，則是在台北的淡江大學取景。演員方面，包括男主角李立群以及擔任配角的顧寶明、金士傑等人，如今都已是台灣演藝圈與劇場界的名人，甚至成為中國大陸演藝圈的「大腕」級演員。
本劇的主題歌也傳唱一時，當時在謝材俊寫好歌詞之後，製作人朱朱曾經找過五位作曲家來譜曲，最終則由李壽全出線。但原唱者李建復卻因當時正在服兵役而無法宣傳打歌，甚至還得由兩位男主角李立群與龍隆上通告代打，之後發行的各種音源版本均改由潘越雲配唱。而劇中潘越雲演唱的插曲「天天天藍」，亦成為當年台灣流行樂壇的代表性曲目之一，旋律簡明深邃，劇中凡男女主角的對手戲多以此曲為背景音樂。

## 劇情大綱
江蘺（于珊飾）是大學裡的風雲人物。而老家在南投鹿谷，大學唸到一半中輟服兵役，在退伍後重拾書本的同學許天賜（李立群飾）被江蘺的風采所吸引，開始關心起她的一切；但兩人之間因為種種因緣，情感始終無法交會。加上江蘺與中年男子歐陽震（龍隆飾）相戀，但這段戀情卻因為歐陽震在交往期間，一直隱瞞自己是有婦之夫的事實而變了質。兩人之事被其妻蘇羅娜知情後，更是當面找上江蘺攤牌並當眾羞辱她，而使江蘺大受打擊。
在愛情中跌跌撞撞受盡折磨的江蘺身心俱疲，且因缺課過多被校方退學。她在飽受流言蜚語所傷之下離家出走甚至到酒廊工作，一度陷入自暴自棄還企圖仰藥輕生，所幸及時救回。將一切都看在眼裡的許天賜決定伸出援手，帶她回到鹿谷老家的茶園療癒情傷，並陪伴她逐漸走出陰霾重返校園。而在這段療傷止痛的過程中，江蘺這才終於發現，那個一直對自己關懷備至、付出一片真心的人究竟是誰……

## 製作群
- 製作：朱朱
- 編審：胡英
- 編劇：謝材俊、朱天文、朱天心、舒子平、丁亞民
- 攝影：辛強、伍新生、陳建新、方大同、曾文隆、賴志明、陳德行、賴坤淇、籍量宇、史大正、鄭恆超、張振鍾、楊永桂、趙玉健、王雲海
- 外景導演：陳烈、賴慧中
- 外景攝影：林樹橋、王治平、王伯文、蔡慶治、陳武雄、賴華山、龔中和
- 外景成音：蔡慶浩
- 外景燈光：阮宗泗
- 燈光：張紹鋒、曾新龍、張水源、程志翔
- 技術監督：吳洪彬、許世明、劉靜濤、簡燕青、張鄂生
- 美術設計：吳道文
- 音樂設計：王維娜
- 協助拍攝：淡江大學、鹿谷農會、師範大學、石門水庫管理局、國宅處、福特汽車公司
- 導播：陳烈

## 登場角色與演員
- 江蘺：
- 許天賜：李立群
- 歐陽震：龍隆
- 許進財（天賜的父親）：金超群
- 許金發（天賜的爺爺）：周萬生
- 許添丁（許進財之弟，天賜的三叔）：蘇真平
- 江大海（江蘺的父親）：常楓
- 馬素貞（江蘺的母親）：李麗鳳
- 游遠：顧寶明
- 李愛雯（綽號「肥肥」）：明光
- 翁其昌（綽號「翁蓋」）：金士傑
- 鴨子：楊光友
- 楊雅萍：劉方英
- 章世豪（綽號「跑天下」）：金鼎
- 邵建平（天賜的弟弟，從母姓）：李天柱
- 邵芳華（許進財前妻，天賜的生母）：方芳
- 沈光宗（天賜的大學教授）：高信譚
- 邱主任：王德
- 林德順（天賜的生父）：傅雷
- 胡祖望（林德順的部屬）：牟希宗
- 蘇羅娜（歐陽震之妻）：金士會
- 秀慧（許進財之妻）：王利
- 咪咪：馬惠珍
- 劉老板：費雲
- 妮妮：牛雅婷（童星）
- 強強：文國華（童星）
- 姜導演：唐復雄
- 職員：戴秉剛
- 金枝：文英

其他演員
- 吳玲
- 方龍
- 姚厚德
- 蔣青峰 等

## 主題歌
- 片頭曲：「守著陽光守著你」[1]

作詞：謝材俊　作曲：李壽全　編曲：蕭唯忱　演唱：李建復
- 插曲：「天天天藍」

作詞：卓以玉　作曲：陳立鷗　編曲：陳志遠　演唱：潘越雲
- 插曲：「她是誰」

作詞：謝材俊　作曲：李壽全　編曲：蕭唯忱　演唱：潘越雲

## 註解
1. ↑  本曲後來於市面上發行的各種音源（黑膠唱片、CD）均為潘越雲演唱的版本；但劇中實際使用的李建復版本，為當時在華視錄音間所錄音，僅為電視播出所使用，且母帶目前下落不明。李建復後來在他2013年的專輯《轉眼一瞬間》中，則收錄了重新錄音的版本，並請回當年的作曲者李壽全擔任製作人。
2. ↑  但李建復在2014年1月18日播出的News98音樂廣播節目《音樂五四三》中受訪時曾提及，他印象中，電視播出版的編曲者可能是當時的華視大樂隊指揮詹森雄。

## 外部連結
- 台灣電視資料庫[永久]